# Tamwghih
tamwghih (persiska: Tamūgheh, تموغه, تَموغِه) är en ort i Iran.   Den ligger i provinsen Kurdistan, i den nordvästra delen av landet, 500 km väster om huvudstaden Teheran. tamwghih ligger 1 530 meter över havet och antalet invånare är 527.
Terrängen runt tamwghih är huvudsakligen kuperad. tamwghih ligger nere i en dal.Runt tamwghih är det ganska glesbefolkat, med 50 invånare per kvadratkilometer. Närmaste större samhälle är Saqqez, 14,3 km öster om tamwghih. Trakten runt tamwghih består i huvudsak av gräsmarker.